# 金枝慾孽
《金枝慾孽》（英語：War And Beauty，粵語中與“金枝玉葉”同音），香港電視廣播有限公司清裝宮廷後宮鬥爭電視劇，由張可頤、佘詩曼、黎姿、鄧萃雯、林保怡及陳豪領銜主演，監製戚其義，2004年8月23日至10月2日在翡翠台播出，共30集。續集為2013年的《金枝慾孽貳》。
該劇所有男女主角都先後獲得萬千星輝頒獎典禮最佳男女主角獎項（部分更獲更高殊榮亞洲電視大獎視帝視后），令到此劇成為TVB史上第一部擁有四位最佳女主角及兩位最佳男主角參與的一部劇（第2部則為《歲月風雲》），同時亦是香港電視史上最多視后參演的一部劇集（佘诗曼得三次，鄧萃雯得两次，而张可颐和黎姿則各得一次）。而此劇亦被視爲是後宮鬥爭剧的鼻祖，对中国大陆电视业同類型劇集（《甄嬛传》、《芈月传》、《延禧攻略》等）有著深远的影响:29。

## 創作沿革

### 初期規劃
金枝慾孽的製作概念在2002年播出的2003無綫節目巡禮中首度亮相，當時出現在巡禮片的演員有蔡少芬、林保怡、邵美琪、葉璇、林韋辰、陳霽平等。巡禮片中描述了蔡少芬飾演的角色由最初不懂人情世故的少女，入宮後從秀女再成為妃子，經歷鬥爭和人情冷暖，最後在宮中度過一生的故事；除此之外，蔡少芬飾演的角色和林保怡飾演的侍衛有感情線，而邵美琪則飾演皇后的角色。
唯蔡少芬其後因為拍攝中國大陸電視劇《水月洞天》，檔期上無法配合本劇拍攝，因此無緣參演本劇。巡禮片中的演員當中只有林保怡和陳霽平兩人真正參與本劇的拍攝，但兩人在劇集中飾演的角色也和巡禮片中的設定有所差異：林保怡飾演的角色從巡禮片中的侍衛改成劇中的御醫孫白颺；陳霽平飾演的角色從巡禮片中與蔡少芬的角色一同入宮的秀女改成劇中如妃的宮婢寶嬋。

### 創作背景
該劇的人物原型取材於清朝野史，劇中角色如玥、安茜、玉瑩、爾淳在史書中都有記載。導演拍攝該劇的初衷是要表現人與人之間的鬥爭及人性之黑暗與光輝 。在構思該劇時，監製戚其義和編審一起研究過社會需要和市場口味，比較了報紙上有關時事、家庭、婚姻以及女性問題的新聞。之後，戚其義把《金枝慾孽》的背景設置為清代的紫禁城，並通過該劇帶出現實生活中發生的問題。戚其義將該劇的歷史背景選在清代紫禁城是因為他認為莫講是活在後宮裏的人走不出來，就連現今社會的都市人都走不出來，所以這種鬥爭就顯得更加殘酷，配合現實更諷刺。為了創作該劇，主創人員不僅參考了很多書籍，還參考過中國內地的清宮片。編劇將該劇的故事建立在虛構之上，並採取虛虛實實的寫法，從而讓其在自身故事的內部邏輯中自圓其說。

### 角色選擇
由於該劇突出的是人性的刻畫以及角色之間的勾心鬥角，所以在選演員的過程中，導演要求演員除了有一定的演出經驗外，還要具備一定的人生體驗。在初步選定演員以後，導演再參考每個演員的性格特徵，賦予他們劇中角色的性格。例如監製戚其義認為鄧萃雯平常和人傾談時像一個長輩一樣，因此劇中侍寵凌人的如妃一角很適合她。張可頤性格十分硬淨，符合劇中角色的性格特質，於是她成為了安茜的扮演者。

### 取景拍攝
為了表現場景的真實感，《金枝慾孽》改變無綫電視劇傳統局限於室內的拍攝手法，不僅在浙江橫店取景，還前往北京故宮實地拍攝；橫店是《金枝慾孽》的主要取景點之一，一些花園假山戲選在了和珅故居、頤和園和大觀園拍攝，鍾粹宮的室內戲則在香港拍攝。
本劇於2003年8月開鏡，並在2004年1月全部殺青。

## 故事梗概
清嘉慶十五年 (1810年)，三年一度的秀女選拔舉行在即，即使是皇帝顒琰（洋飾）寵妃如玥（鄧萃雯飾）也不敢鬆懈。她最大的威脅除了有貴族之後玉瑩（黎姿飾）和內務府太監之養女爾淳（佘詩曼飾）外，還有資深宮女安茜（張可頤飾）；然而，她最大的天敵始終永遠是皇后鈕祜祿氏（陳秀珠飾）。其中三人為得到皇帝的寵幸，明爭暗鬥，時敵時友。四女與御醫孫白颺（林保怡飾）和宮中侍衞孔武（陳　豪飾），或相愛或相知，關係此消彼長。

## 演员表

### 主要演员
| 演员   | 角色     | 居住宮殿                                    | 关系/昵称/剧情 |
| 張可頤 | 安茜     | 鐘粹宮 乾西四所 辛者庫 承乾宮 翊坤宮 永壽宮 | 钟粹宫掌事宫女（安茜姑姑）→辛者库宫女→华贵人之近身侍婢→安贵人 颙琰之后宫佳丽 与孔武互相仰慕 常永禄之义妹兼仰慕对象，後為主子 与如玥亦敌亦友兼利用、后跟其结拜做姐妹 玉莹之近身侍婢兼好友、后反目兼成为敌人 董佳尔淳之敌人、于第30集和好 素樱之同乡 汀兰之上司兼好友、后为主子 芷兰跟白兰之上司 于第21集得知祖母真正的死因 于第23集為了替祖母報仇而冒充玉莹，接受嘉庆帝宠幸、后册封为贵人，並無奈地和玉瑩反目 于第29集跟如玥结拜做姐妹 于第30集为了救尔淳而中箭、后在孔武肩膀上离世 |
| 佘詩曼 | 爾淳     | 鐘粹宮 承乾宮                               | 秀女→答应（爾淳小主）→淳贵人 顒琰之後宮佳麗 徐万田之义女 福雅之妹 玉莹之姐妹、后成为敌人兼情敌 如玥之赏识对象兼利用对象、后成为敌人 安茜之敌人、于第30集和好 鈕祜祿氏之敌人 沅淇之好姐妹 淑宁之好姐妹、后反目 仰慕孙白飏 于第6集偷偷換掉玉瑩的感冒藥，換上下了毒的感冒藥 于第7集册封为答应 于第7集为幫沅淇報仇而暗中下藥陷害郭絡羅淑寧，並多番設局利用沅淇之死使她受驚和失心瘋 于第13集設局陷害玉瑩使如玥誤會其 于第19集首先被嘉慶帝寵幸因而册封为贵人而迁入承乾宫，後用計陷害如玥，而令其被冷落 于第20集假傳聖旨引玉瑩到暢音閣，企圖推她下樓未遂 于第20集設計玉瑩使她侍寢當日不被嘉慶帝寵幸 于第24集得知玉瑩和安茜欲陷害自己和孫白颺的計劃 于第26集怀有龍種 于第30集與孔武成功逃离紫禁城 |
| 黎 姿  | 玉瑩     | 鐘粹宮 延禧宮 承乾宮                        | 秀女→答应（玉瑩小主）→华贵人 顒琰之後宮佳麗 侯佳氏之女 尔淳之姐妹、后成为敌人兼情敌 安茜之主子兼好友、后反目成为敌人 如玥之赏识对象兼利用对象、后成为敌人 鈕祜祿氏之敌人 与孙白飏互相仰慕 福雅之情敌 于第7集册封为答应 于第14集因被孙白飏宣稱有病而迁入延禧宫休养 于第19集因尔淳向孝和睿皇后请旨而迁入承乾宫 于第20集遭爾淳設計而令嘉慶帝在侍寢當晚不寵幸自己 于第21集被嘉庆帝宠幸而册封为贵人并且赐封号为华 于第24集假裝與安茜陷害爾淳和孫白颺有染，實際是一同陷害安茜，後失敗 于第26集跟孙白飏发生关系 于第26集因失寵而被一眾答應嘲諷和奚落 于第27集怀孕，其胎兒為孙白飏之子 于第30集跟孙白飏在承乾宮被皇后指使的汪福寿放火烧死                                                         |
| 鄧萃雯 | 如玥     | 永壽宮                                      | 如妃 顒琰之後宮佳麗 皇后鈕祜祿氏、陳妃之敵人 與安茜亦敵亦友、後跟其結拜做姐妹 賞識兼利用玉瑩、後成為敵人 利用安茜、孙白飏 仰慕孔武 宛琇同父异母之姊（第二部） 小格格之母 因孫清華間接害死其子而對他恨之入骨 于第1集赐死陈妃 于第4集因催生而诞下格格 于第19集遭鈕祜祿氏跟尔淳用下了酒的牛乳片催眠小格格爭寵而被嘉庆帝冷落 于第25集患上雪盲症 于第26集康复 于第27集因小格格之死而被嘉庆帝琰重新宠幸 于第29集跟安茜结拜做姐妹 于第30集仍然留在紫禁城繼續與孝和睿皇后進行鬥爭 |
| 林保怡 | 孫白颺   | 太醫院（偶然）                              | 孫大人 太醫院之左院院判 六品硨渠頂戴，授鷺鷥補服 孫清華之子，與其不和，最後和好 陸皓雪之夫 與玉瑩互相傾慕 爾淳之傾慕對象 福雅之好友兼傾慕對象 如玥之利用對象 與孔武不和，後來和好成為好友 香浮之紅顏知己兼傾慕對象 於第30集与玉瑩在承乾宮被皇后指使的汪福寿放火烧死 |
| 陳 豪  | 孔武     |                                             | 侍衞→東華門、神武門護軍 因與孫白颺護駕有功，獲嘉慶帝授予漢軍正白旗旗籍，賜六品水晶頂戴，繡紅補服及藍翎 與安茜互相傾慕 如玥、寶嬋之傾慕对象 陈爽之同鄉好友，後來反目，最後和好 與孫白颺不和，後來和好成為好友 於第30集與尔淳成功逃離紫禁城 |
| 梁 琤  | 福雅     | 擷芳殿                                      | 福贵人 顒琰之後宮佳麗，後被打入冷宮擷芳殿 徐萬田之義女 爾淳之姊 孫白颺之好友，並傾慕之 玉瑩之情敵 於第29集为让尔淳离宫而服毒自盡身亡 |
| 陳秀珠 | 鈕祜祿氏 | 儲秀宮                                      | 孝和睿皇后 顒琰之正室 如玥、玉瑩和爾淳之敵人 於第28集命汪福壽賜毒酒毒死常永祿 於第29集脅迫柳惜春，令其被逼咬舌自盡而死，後與顒琰反目 於第30集命汪福壽烧死玉瑩和孫白颺 |
| 陳霽平 | 寶嬋     | 寶嬋姑姑                                    | 永壽宮之宮女領導 如玥之貼身宮女，後出賣之偷去其財物 傾慕孔武 陳爽之傾慕對象 於第17集被孝和睿皇后暗殺 |
| 黃德斌 | 常永祿   | 如意館 翊坤宮                               | 小祿子、常公公 如意館之太監→安贵人之近身之太監 安茜之義兄，並傾慕之，後為其近身太監 於第28集被皇后指使的汪福寿贈送毒酒被逼自盡 |
| 韋家雄 | 陳爽     |                                             | 侍衞→神武門護軍→天理教之教徒 孔武之同鄉好友，後來反目，最後和好 傾慕寶嬋 於第30集被箭射中身亡 |

### 其他演員
| 演员   | 角色                        | 关系/昵称/职业 |
| 陳鴻烈 | 孫清華                      | 孫太醫、孫大人、院判大人 太醫院之院判 孫白颺之父，與其不和，最後和好 陸皓雪之老爺 曾因間接害死如玥之子而被她恨之入骨 於第29集離開紫禁城 於第30集得知孫白颺的死訊 |
| 汪 琳  | 陸皓雪                      | 孫夫人 孫白颺之妻 孫清華之兒媳婦 於第29集與孫清華離開京城 |
| 盧海鵬 | 徐萬田                      | 徐公公 御藥房之太監 柳惜春之夫 爾淳、福雅、淑寧和沅淇之義父 於第10集派人殺害郭絡羅‧淑寧，並佈局成自殺的跡象 於第26集被柳惜春被逼殺死                             |
| 陳嘉儀 | 柳惜春                      | 原為鈕祜祿氏宮女月嫦 徐萬田之妻，後被逼殺死之 爾淳、淑寧、福雅之師母 於第26集被逼殺死徐萬田 於第29集被孝和睿皇后脅迫而被逼咬舌自盡而死                           |
| 陳 琪  | 淑寧                        | 秀女 徐萬田之義女 沅淇之好姐妹 董佳‧爾淳之好姐妹，後來反目 於第7集遭董佳‧爾淳用計陷害，變成失心瘋 於第10集被徐萬田派人殺害，並佈局成自殺的跡象                   |
| 子明   | 鄂羅哩                      | 鄂公公 太監首領 曹鎮南之舅父 如玥曾屬意把安茜配婚予他 於第12集被孔武用刀刺死及棄屍枯井                                                                           |
| 劉綽琪 | 香浮                        | 嫣紅閣青樓女子 孫白颺之紅顏知己，並傾慕之 |
| 洋     | 顒琰                        | 嘉慶帝 鈕祜祿氏及如玥等后宫众妃之夫 于第19集把如玥打入冷宮 于第27集重新宠幸如玥 于第29集與孝和睿皇后反目，後逃往熱河                                             |
| 敖嘉年 | 汪福壽                      | 汪公公 太監 鄂羅哩之下属→鈕祜祿氏之近身太監 於第28集受鈕祜祿氏之命賜毒酒予常永祿 於第30集受孝和睿皇后之命烧死玉瑩和孫白颺                                        |
| 陳文靜 | 沅淇                        | 秀女 徐萬田之義女 爾淳、淑寧之好姐妹 於第6集遭淑寧用計陷害 於第7集因发配黑龙途中染病而死                                                                         |
| 簡慕華 | 汀 蘭                       | 宮女 安茜之下屬，後為她的近身侍婢兼好友 五年後已為如玥的近身侍婢                                                                                                 |
| 周家怡 | 白 蘭                       | 宮女 安茜之下屬，後為淳貴人之近身侍婢 |
| 朱婉儀 | 芷 蘭                       | 宮女 安茜之下屬，後為華貴人之近身侍婢 於第29集出賣華貴人 於第30集被箭射中身亡                                                                                    |
| 何綺雲 | 永吉                        | 吉嬪 顒琰之後宮佳麗 對如玥阿諛奉承 |
| 何慕琪 | 欣榮                        | 榮嬪 顒琰之後宮佳麗 對如玥阿諛奉承 |
| 鍾曉瑩 | 苑德                        | 德嬪 顒琰之後宮佳麗 對如玥阿諛奉承 |
| 羅泳娴 | 陳妃                        | 顒琰之後宮佳麗 如玥之敵人 于第1集因逃离宫中而被如妃赐死 |
| 張漢斌 | 小靈子                      | 靈公公 如妃之近身太監 |
| 羅君左 | 曹鎮南                      | 曹公公 太監首領 鄂羅理之外甥 於第12集被孔武用刀刺死及棄屍枯井 |
| 戴耀明 | 小禮子                      | 太醫院之太監 孫白颺之助手 |
| 楊卓娜 | 桑柔                        | 秀女，後為答應 跟玉瑩、爾淳、淑寧、沅淇同屆之秀女 居於鍾粹宮 |
| 黃泆潼 | 葆 蕙                       | 秀女，後為答應 跟玉瑩、爾淳、淑寧、沅淇同屆之秀女 居於鍾粹宮 |
| 殷 櫻  | 明 珠                       | 秀女，後為答應 跟玉瑩、爾淳、淑寧、沅淇同屆之秀女 居於鍾粹宮 |
| 張貝茜 | 娉 婷                       | 秀女，後為答應 跟玉瑩、爾淳、淑寧、沅淇同屆之秀女 居於鍾粹宮 |
| 夏竹欣 | 素 櫻                       | 永壽宮之宮女 安茜之同鄉 於第5集因烏鴉而被安茜被迫下毒身亡 |
| 伍濼文 | 雪 娟                       | 皇后之宮女 |
| 蘇麗明 | 雪 娥                       | 皇后之宮女 |
| 李彩寧 | 雪 嫻                       | 皇后之宮女 |
| 譚 雲  | 雪 兒                       | 皇后之宮女 |
| 潘芷蕾 | 宮 女                       | 德嬪之宮女 |
| 潘冠霖 | 宮 女                       | 福雅之宮女 |
| 宋紫盈 | 宮 女                       | 玉瑩之宮女 |
| 黃樂兒 | 冬梅                        | 如妃之宫女 |
| 陳念君 | 冬华                        | 如妃之宫女 |
| 黃碧玲 | 奶妈                        | |
| 李啟傑 | 小麟子                      | 鄂羅哩近身奴才 |
|        | 小祥子                      | 孫白颺之助手 |
| 甘子正 | 小信子                      | |
| 林艾瑩 | 秀 女                       | |
| 吳幸美 | 秀 女                       | |
| 黃蘊妍 | 秀 女                       | |
| 王從希 | 秀 女                       | |
| 王維德 | 孫府家丁                    | |
| 李麗麗 | 侯佳氏                      | 玉瑩之母 |
| 葉 暐  | 侯府下人                    | |
| 孫季卿 | 龔夫子                      | 如意館之畫師 |
| 陳勉良 | 朱夫子                      | 如意館之畫師 |
| 彭冠中 | 工 人/侍 衛/黑衣人/落難將軍 | |
| 陳少邦 | 侍 衛/黑衣人/落難將軍       | |
| 何偉業 | 工 人/侍 衛/落難將軍        | |
| 諾 思  | 穗                          | |
| 詹小玲 | 天理教之教徒                | |
| 王德基 | 天理教之教徒                | |
| 李珮瑜 | 竹                          | |
| 劉桂芳 | 江大娘                      | 鴇母 |
| 卓 躒  | 財                          | |
| 鄭世豪 | 財手下                      | |
| 林遠迎 | 財手下                      | |
| 李 嘉  | 財手下                      | |
| 葉凱茵 | 妓 女                       | |
| 岑寶兒 | 妓 女                       | |
| 曾健明 | 故衣店老闆                  | |
| 羅鎮岳 | 周師爺                      | |
| 何仲源 | 高參領                      | 侍衛 |
| 陳狄克 | 張 榕                       | |
| 邵卓堯 | 劉管家                      | |
| 張潔蓮 | 小 環                       | |
| 陳丹丹 | 妹 仔                       | |
| 黎秀英 | 穩 婆                       | |
| 招石文 | 周大人                      | |
| 朱潔儀 | 環                          | |
| 凌禮文 | 居 士                       | |
| 李海生 | 喇 嘛                       | |
| 何俊軒 | 高參領                      | |
| 關 菁  | 白雲道長                    | |
| 林佳蓉 | 浣衣奴                      | |
| 蔣榮法 | 陳 德                       | |
| 蘇頌康 | 太 監                       | |
| 陸駿光 | 太 監                       | |
|        | 永璇                        | 儀親王 顒琰之八哥 于第30集被汪福壽提到其的精銳營兵馬入宮鎮壓天理教叛亂。                                                                                         |
|        | 綿寧                        | 二阿哥、智親王 顒琰之次子 孝和睿皇后之繼子 于第30集被汪福壽提到以鳥銃單槍匹馬擊斃兩名天理教暴民。                                                                |
|        | 陳氏                        | 婉妃娘娘 顒琰之庶母 孝和睿皇后之庶婆婆 乾隆朝妃嬪，於嘉慶時應為太妃。僅於對白出現，於第29集被柳惜春提起，為孝和睿皇后所殺。                                      |

## 製作特輯
此劇的製作特輯名為《金枝玉葉話金枝慾孽》，於2004年8月22日（星期日）22:05在翡翠台播出，內容主要介紹此劇的拍攝製作過程和花絮。

## 反響

### 評價
儘管本劇並非無綫台慶劇，首播時間正值暑假，但是因為該劇人物角色、製作比一般古裝劇嚴謹（例如前赴北京故宮及浙江橫店影視城明清宮苑取景、為角色配以滿族姓名、细微地方相当审慎，每位演员的造型亦要求严格等），制作费高达过千万。加上劇裡描繪後宮中的明爭暗鬥、爾虞我詐，得到不少觀眾共鳴，使該劇成為熱門話題，帶動收視，成為無綫電視的經典之作。
由於本劇的成功，製作班底在2005年製作、2006年播出另一套大型的劇集──《火舞黃沙》，甚至在7年後宣佈於2012年開拍同一系列劇集《金枝慾孽貳》。
除此之外，本劇的成功也促使中國大陸相繼製作了一系列的宮廷鬥爭劇（宫斗剧），例如《大清後宮》、《美人心計》、《宮鎖心玉》、《後宮甄嬛傳》、《延禧攻略》、《如懿傳》等一系列劇集。因此有中国大陆的研究者视本劇为宮廷鬥爭劇（宮鬥劇）的「源起」，讓宫斗剧成为清宫剧重要的一个类别:29。無綫電視本身也陸續製作了《宮心計》、《萬凰之王》等類似的宮廷鬥爭劇集。
另外，劇中的四大女主角張可頤、佘詩曼、鄧萃雯及黎姿演技精湛，大獲好評，於劇中演技互相較量，令到城中掀起討論關於年尾台慶的頒獎環節中「本年度我最喜愛的女主角」到底鹿死誰手，而此熱潮令到無綫電視高層有心向外國的頒獎典禮學習，把台慶日的節目的重心放在頒獎環節上，亦促使日後《萬千星輝頒獎典禮》獨立舉辦。此劇亦成爲了四位女主角的代表作品，並讓她們奠定了在無綫電視的四大花旦地位。

### 社會迴響
由於劇集的劇中人物爾虞我詐的表現，反映了香港的辦公室政治文化，使觀眾感同身受，累積了大量觀眾。在翡翠台播放大結局當晚，該劇收視高達41點，創下當時在周六晚播放劇集大結局的收視率紀錄。
不過，亦有學者認為該劇意識不良。臨床心理學家羅志華批評該劇散播人們互不信任及不擇手段的訊息，對人際關係造成損害；而文化評論員胡恩威更指邵逸夫（電視廣播有限公司主席）設立邵逸夫獎以表揚科學精神，卻(容許下屬)製作違背民主自由意識的封建劇集，自相矛盾。

### 收視

#### 香港收视
以下為該劇於香港無綫電視翡翠台之收視紀錄：本劇平均收視為32.5點。
| 週次 | 集數  | 日期                    | 平均收視 | 最高收視 |
| ---- | ----- | ----------------------- | -------- | -------- |
| 1    | 01-05 | 2004年8月23日-8月27日   | 31點     | 32點     |
| 2    | 06-10 | 2004年8月30日-9月3日    | 31點     | 37點     |
| 3    | 11-14 | 2004年9月6日-9月10日 ＊ | 33點     | 39點     |
| 4    | 15-19 | 2004年9月13日-9月17日   | 32點     | 35點     |
| 5    | 20-24 | 2004年9月20日-9月24日   | 32點     | 37點     |
| 6    | 25-29 | 2004年9月27日-10月1日   | 33點     | 36點     |
| 6    | 30    | 2004年10月2日           | 40點     | 41點     |

- 由於播映特備節目《中國人的驕傲—奧運金牌精英大匯演》的關係，《金枝慾孽》於9月7日暫停播映一次。

#### 广州收视
以下为本剧于无线电视翡翠台在广州同步播放之收视纪录：
| 月份       | 集数  | 省网收视 | 市网收视 | 合计 |
| ---------- | ----- | -------- | -------- | ---- |
| 2004年8月  | 1-7   | 11.6     | 13.2     | 24.8 |
| 2004年9月  | 8-28  | 13.3     | 12.8     | 26.1 |
| 2004年10月 | 29-30 | 14.3     | 14.5     | 28.8 |

数据来源：CSM媒介研究

#### 中国大陆收视
在香港境外播放中，中國大陸於2006年2月15日起湖南衛視播出，更成為全國收視冠軍。该剧自2月15日开播以来，首播当日收视率高达1.7点，打破了韩剧《大长今》于当年在湖南卫视首播时创下的0.75点收视纪录，目前在全国31城市中平均收视率达到了2.2%，累积收视人群达到2亿。在此之前，台灣、新加坡、馬來西亞、美國、越南、泰國等地亦有播放此劇，火遍東南亞和海外華人社區。

## 獎項殊榮
2004年
- 萬千星輝賀台慶：本年度我最喜愛的男主角：林保怡
- 萬千星輝賀台慶：本年度我最喜愛的男主角：陳　豪（提名）
- 萬千星輝賀台慶：本年度我最喜愛的女主角：黎　姿
- 萬千星輝賀台慶：本年度我最喜愛的女主角：鄧萃雯（最後五強）
- 萬千星輝賀台慶：本年度我最喜愛的女主角：張可頤（提名）
- 萬千星輝賀台慶：本年度我最喜愛的女主角：佘詩曼（最後五強）
- 萬千星輝賀台慶：本年度我最喜愛的實力非凡男藝員：陳鴻烈
- 萬千星輝賀台慶：本年度我最喜愛的實力非凡女藝員：鄧萃雯
- 萬千星輝賀台慶：本年度我最喜愛的實力非凡女藝員：陳秀珠（提名）
- 萬千星輝賀台慶：本年度我最喜愛的電視角色：陳　豪
- 萬千星輝賀台慶：本年度我最喜愛的電視角色：鄧萃雯
- 萬千星輝賀台慶：本年度我最喜愛的電視角色：林保怡
- 萬千星輝賀台慶：本年度我最喜愛的電視角色：佘詩曼
- 萬千星輝賀台慶：本年度我最喜愛的電視角色：黎　姿
- 萬千星輝賀台慶：本年度我最喜愛的電視角色：張可頤（提名）
- 2004年度電視欣賞指數調查最佳節目頒獎禮：最佳電視節目第三位：《金枝慾孽》
- 點正娛樂黑白新視『角』嘉獎大典2004：「白．演繹大獎」：林保怡、佘詩曼
- 點正娛樂黑白新視『角』嘉獎大典2004：「黑．演繹大獎」：鄧萃雯、黎　姿
- 明報週刊演藝動力大獎：「最突出電視女藝員」：鄧萃雯

2005年
- Astro華麗台電視劇大獎2005：我的至愛戲勢最強大獎：《金枝慾孽》
- Astro華麗台電視劇大獎2005：我的至愛男主角：林保怡（最後五強）
- Astro華麗台電視劇大獎2005：我的至愛男主角：陳　豪（提名）
- Astro華麗台電視劇大獎2005：我的至愛女主角：佘詩曼
- Astro華麗台電視劇大獎2005：我的至愛女主角：鄧萃雯（最後五強）
- Astro華麗台電視劇大獎2005：我的至愛女主角：張可頤（最後五強）
- Astro華麗台電視劇大獎2005：我的至愛女主角：黎　姿（最後五強）
- Astro華麗台電視劇大獎2005：我的至愛角色：鄧萃雯
- Astro華麗台電視劇大獎2005：我的至愛角色：佘詩曼
- Astro華麗台電視劇大獎2005：我的至愛角色：張可頤
- Astro華麗台電視劇大獎2005：我的至愛角色：黎　姿
- Astro華麗台電視劇大獎2005：我的至愛角色：林保怡（提名）
- Astro華麗台電視劇大獎2005：我的至愛角色：陳　豪（提名）
- Astro華麗台電視劇大獎2005：我的至愛狠美人：黎　姿
- Astro華麗台電視劇大獎2005：我最難忘的一幕：小格格死去，如妃哭求上天保女饒命（鄧萃雯）
- 新城勁爆頒獎禮勁爆合唱歌曲：《砒霜》（林保怡、黎　姿）
- 新城勁爆電視大獎頒獎禮2005：勁爆電視演員：林保怡、佘詩曼、陳　豪、黎　姿
- 壹電視大獎2005：十大電視節目：《金枝慾孽》
- 壹電視大獎2005：十大電視藝人：鄧萃雯、佘詩曼、張可頤、黎　姿、林保怡、陳　豪
- 亞洲電視大獎2005：最佳劇集優異獎：《金枝慾孽》

2010年
- 星和無線電視大獎：我最難忘TVB電視劇集：《金枝慾孽》

2013年
- 2013清宮大亂鬥終極票選：最毒清宮奸詐小人票選：鄧萃雯 飾 如妃（第3位）（提名）

## 歷史考證
詳細請見各人物主條目。

### 主要演員
- 現實中，安茜（安嬪）活到道光十七年。她在嘉慶一朝期間只為安常在，至道光年間才被道光帝尊封為皇考安嬪。

- 現實中，欣榮（榮嬪）在道光帝登基後才尊為皇考榮嬪，她的姓氏為梁佳氏。

- 現實中，永吉（莊妃）於嘉慶十三年已由吉嬪晉為莊妃，而劇中時空為嘉慶十五年時她仍為吉嬪。現實中，她的姓氏為王佳氏。

- 現實中，嘉慶帝並沒有德嬪和福貴人這兩位妃嬪。

- 於第7集，玉瑩（華妃）在嘉慶十五年冊封為答應，但實際上華妃早於乾隆年間已事嘉慶潛邸並生下嘉慶帝皇六女，嘉慶帝登基後初封為瑩嬪。

- 於第7集，爾淳（淳嬪）在嘉慶十五年冊封為答應，但實際上淳嬪於嘉慶二年選秀入宮，最初的封號為淳貴人。

### 其他演員
- 於第7集，沅淇（恩嬪）因發配黑龍江途中染病而死，但實際上恩嬪沒有發配到黑龍江，還入宮封為恩貴人。

## 電視節目的變遷
| 香港無綫電視翡翠台 星期一至五 21:35-22:35 時段                                                                                  | 香港無綫電視翡翠台 星期一至五 21:35-22:35 時段                                                    | 香港無綫電視翡翠台 星期一至五 21:35-22:35 時段 |
| --- | ------------------------------------------------------------------------------------------------- | --- |
| | 金枝慾孽 (第1-11集) (2004.08.23 - 2004.09.06)                                                     | |
| 棟篤神探 (第20-24集) (2004.08.16 - 2004.08.20)                                                                                  | 大唐雙龍傳 (第37集) 星期二 (2004.09.07) 金枝慾孽 (第12-28集) 星期一至五 (2004.09.08 - 2004.09.30) | |
| 金枝慾孽 (第1-11集) 星期一至五 (2004.08.23 - 2004.09.06) 大唐雙龍傳 (第37集) 星期二 (2004.09.07)                                | 金枝慾孽 (第12-28集) (2004.09.08 - 2004.09.30)                                                    | 皆大歡喜 (時裝版) (第364集) 星期五 (2004.10.01)(21:35-22:05) 金枝慾孽 (第29集) 星期五 (2004.10.01)(22:05-23:00) 爭分奪秒 星期一至五 (2004.10.04 - 2004.11.12) |
| 香港無綫電視翡翠台 星期五 22:05-23:00 時段                                                                                      |                                                                                                   | |
| 金枝慾孽 (第12-28集) 星期一至五 (2004.09.08 - 2004.09.30)(21:35-22:35) 每日播出不同節目 星期一至五 ( - 2004.09.30)(22:35-23:40) | 金枝慾孽 (第29集) (2004.10.01)                                                                    | 爭分奪秒 星期一至五 (2004.10.04 - 2004.11.12)(21:35-22:35) 每日播出不同節目 星期一至五 (2004.10.04 - )(22:35-23:40)                                           |
| 香港無綫電視翡翠台 星期六 20:55-22:05 時段                                                                                      |                                                                                                   | |
| 迪士尼樂園奇妙世界·恐龍世紀 (2004.09.25)(20:35-22:35)                                                                           | 金枝慾孽 (大結局) (第30集) (2004.10.02)                                                           | 梅艷芳絕代芳華情縈在 (2004.10.09)(20:30-22:00) 第十六屆Cash流行曲創作大賽 (2004.10.09)(22:00-23:30)                                                           |
| 翡翠台凌晨劇集時段 星期二至六 00:15-01:20                                                                                       |                                                                                                   | |
| 師奶兵團 （2011.06.02 - 2011.06.30）                                                                                            | 金枝慾孽 （2011.07.01 - 2011.08.11）                                                              | LovingYou我愛你2 （2011.08.12） 謎情家族 （2011.08.16 - 2011.09.10）                                                                                          |

| 中国大陆湖南卫视十点档 每晚 22:00-23:30 | 中国大陆湖南卫视十点档 每晚 22:00-23:30  | 中国大陆湖南卫视十点档 每晚 22:00-23:30 |
| --------------------------------------- | ---------------------------------------- | --------------------------------------- |
|                                         | 金枝慾孽 （2006年2月15日-2006年3月7日）  |                                         |
| 大長今 （2005年9月1日-2006年2月16日）   | 青青河边草 （2006年3月8日-2006年4月4日） |                                         |

| 台灣高點綜合台 每周六至日19:00 - 21:00   | 台灣高點綜合台 每周六至日19:00 - 21:00 | 台灣高點綜合台 每周六至日19:00 - 21:00 |
| ---------------------------------------- | -------------------------------------- | -------------------------------------- |
|                                          | 金枝慾孽 （2012.12.15 - 2013.02.03）   |                                        |
| 精武英雄陳真 （2012.09.16 - 2012.12.09） | —                                      |                                        |

| 马来西亚 八度空间 TVB最好戲 (全新时段) · 星期五 21:30-23:30 (兩集連播) · 2022年9月16日 暫停播出 | 马来西亚 八度空间 TVB最好戲 (全新时段) · 星期五 21:30-23:30 (兩集連播) · 2022年9月16日 暫停播出 | 马来西亚 八度空间 TVB最好戲 (全新时段) · 星期五 21:30-23:30 (兩集連播) · 2022年9月16日 暫停播出 |
| ----------------------------------------------------------------------------------------------- | ----------------------------------------------------------------------------------------------- | ----------------------------------------------------------------------------------------------- |
|                                                                                                 | 金枝欲孽 (2022年8月12日 - 2022年11月25日)                                                       |                                                                                                 |
| 奔跑吧第五季 (2022年5月13日 - 2022年8月5日)（21:00-22:30）                                      | 西游记 (2022年12月2日 - 2023年3月17日)（22:00-00:00）                                           |                                                                                                 |